# Fuel (відеогра)
«Fuel» — відеогра від французьких розробників Asobo Studio, видана компанією Codemasters у червні 2009 року. 

Жанр: Arcade, Перегони (Cars / Motorcycles)

## Опис
Дія гри відбувається в альтернативній реальності, де в результаті постійних екологічних зловживань Земля піддалася безповоротним і руйнівним змінам клімату. Нафта в дефіциті, і гравцям доведеться докласти максимум зусиль, беручи участь у змаганнях по відкритому бездоріжжю, щоб заробити палива на наступні перегони. При цьому гравець може обирати, яким шляхом їхати до фінішу: проїхати по дорогах або «зрізати» через ліс.
У грі є шість типів транспортних засобів, включаючи мотоцикли, джипи, баґґі і вантажівки. Траси розташовані на океанському узбережжі, що постраждало від цунамі, в пустелях Невади, включаючи Великий каньйон Колорадо, на засніжених гірських вершинах і в тропічних лісах. У грі реалізовано великий відкритий простір, що дозволяє рухатися в будь-якому напрямку.

## Особливості
- Екстремальні перегони — 190 різних змагань
- Грандіозний масштаб — 14000 квадратних кілометрів доріг і бездоріжжя
- Смертоносна погода — піщані бурі, урагани, грози та проливні дощі
- Багатий вибір гоночних засобів — 75 одиниць техніки
- Просунута кар'єра — 70 гонок, а також змагання по мережі

## Системні вимоги
Рекомендовані:
- ЦП: Intel Core 2 2.4 ГГц чи швидший
- Оперативна пам'ять: 2 ГБ і більше
- Відеокарта: 512 МБ і більше
- Звукова карта: сумісна з DirectX 9
- Вільна пам'ять на HDD: 4 ГБ
- Операційна система: Windows XP, Windows Vista, Windows 7

## PEGI
Обмеження за віком: 7+

Насильство: так

## Про переклад (українізацію)
Переклад: VanyaGhost

Озвучення: Ramzes «Студія Три Крапки»

Коректура тексту: BMK12

Окрема подяка richman-у та його знайомим за чудове озвучення

Особисто від ґеймера ВЕЛИКЕ ДЯКУЮ всім, хто брав участь у створенні локалізації!